# Ukrainische Badmintonmeisterschaft 2014
Die Ukrainische Badmintonmeisterschaft 2014 fand vom 2. bis zum 6. Februar 2014 in Dnipropetrowsk statt.

## Medaillengewinner
| Disziplin    | Gold                                    | Silber                             | Bronze                               |
| ------------ | --------------------------------------- | ---------------------------------- | ------------------------------------ |
| Herreneinzel | Dmytro Zavadsky                         | Valeriy Atrashchenkov              | Artem Pochtarev                      |
| Dameneinzel  | Mariya Ulitina                          | Natalya Voytsekh                   | Yuliya Kazarinova                    |
| Herrendoppel | Valeriy Atrashchenkov Gennadiy Natarov  | Mykola Martynenko Artem Pochtarev  | Vladislav Druzchenko Andriy Zinukhov |
| Damendoppel  | Natalya Voytsekh Yelyzaveta Zharka      | Maria Rud Yuliya Kazarinova        | Olga Nadtochiy Marina Ilinskaya      |
| Mixed        | Valeriy Atrashchenkov Yelyzaveta Zharka | Mykola Martynenko Natalya Voytsekh | Vladislav Druzchenko Maria Rud       |